# 척수신경 뒤뿌리
척수신경 뒤뿌리 (posterior root of spinal nerve) 또는 척수신경 등뿌리 (dorsal root of spinal nerve) 또는 감각뿌리 (sensory root)는 척수에서 나오는 두 개의 "뿌리" 중 하나이다. 이는 척수에서 직접 나타나서 뒤뿌리 신경절로 이동한다. 그런 다음 배뿌리와 신경 섬유가 결합하여 척수 신경을 형성한다. 등뿌리는 감각 정보를 전달하여 척수 신경의 구심성 감각 뿌리를 형성한다.

## 같이 보기
- 척수신경 앞뿌리